# Jugendobjekt

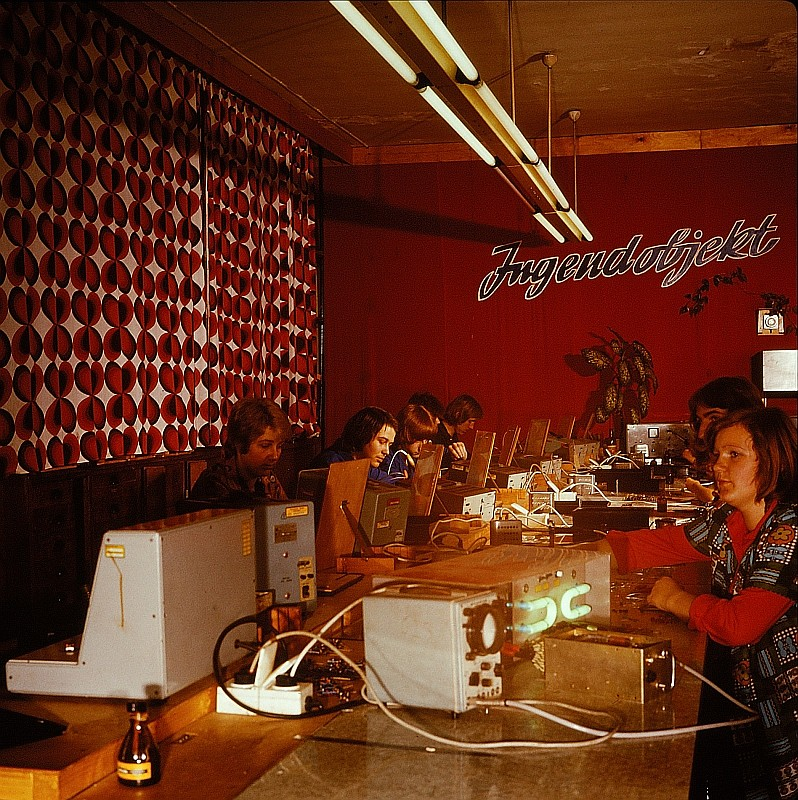
Jugendobjekt von Elektronik-Facharbeitern, 1977

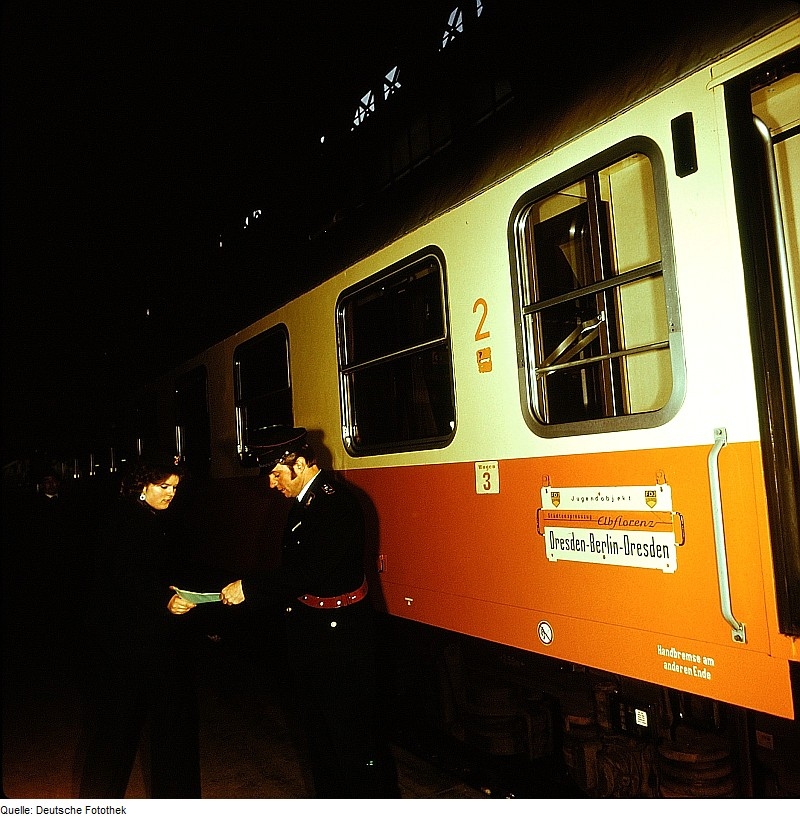
Städteexpress „Elbflorenz“ als FDJ-Jugendobjekt bei der Deutschen Reichsbahn

Als Jugendobjekt bezeichnete man in der DDR eine Form der zeitlich begrenzten, einem Jugendkollektiv übertragenen Aufgabe, welche häufig von oben, also durch die Führungsgremien der SED oder des Jugendverbandes FDJ ausgelöst, organisiert und oft ideologisch ausgerichtet und begründet, aber genau mess- und abrechenbar war (siehe auch Jugendbrigade). Diese Aufgaben konnten sich aus den Bereichen der Industrie, der Landwirtschaft, des Bauwesens, der Wissenschaft, Lehre und Forschung bzw. der Bildung im Allgemeinen ergeben. Im Vordergrund stand jedoch meist die Erfüllung des Volkswirtschaftsplanes. Neben den großen zentralen Jugendobjekten hatte auch jeder Volkseigene Betrieb (VEB), jede Landwirtschaftliche Produktionsgenossenschaft (LPG), ja selbst jede Verwaltungseinheit, eigene Jugendobjekte. So arbeiteten beispielsweise 1974 insgesamt 854.912 Jugendliche an 68.370 Jugendobjekten.
Die bekanntesten Jugendobjekte waren:
- 1949 Errichtung einer Wasserleitung für die Maxhütte in Unterwellenborn in Thüringen (unter der Losung „Max braucht Wasser“)
- 1949 bis 1952 Bau der Talsperre Sosa und Cranzahl im Erzgebirge in Sachsen
- 1959 bis 1962 Ausbau des Zentralflughafens Berlin-Schönefeld
- 1958 bis 1962 Trockenlegung und Entwässerung (Melioration) der Wische in Sachsen-Anhalt und der Friedländer Großen Wiese bei Ferdinandshof in Mecklenburg-Vorpommern
- 1967 Errichtung des Kernkraftwerkes Nord (jetzt: Greifswald 1) bei Lubmin in Mecklenburg-Vorpommern
- 1974 Errichtung eines Teilstückes der Erdgasleitung Drushba (dt.: Freundschaft) zwischen Krementschug und Bar in der Ukraine (umgangssprachlich nur als „Trasse“ oder „Drushba-Trasse“ bezeichnet)
- 1976 bis 1990 Zentrales Jugendobjekt „FDJ-Initiative Berlin“ – Auf dem X. Parlament der FDJ beschlossenes Vorhaben zur weiteren Ausgestaltung der Hauptstadt der DDR. Der Schwerpunkt der ursprünglich bis 1987 angedachten Maßnahme lag auf dem Gebiet des Wohnungsbaus.
- 1982 bis 1990 Zentrales Jugendobjekt „Erdgastrasse“
- 1982 Zentrales Jugendobjekt Streckenelektrifizierung, Oberleitungsbau für die Deutsche Reichsbahn, 1000. Kilometer am 12. April 1986 in Bad Kleinen erreicht, 2000. Kilometer am 30. September 1989 in Cottbus